# Banpo
Banpo (chinois : 半坡 ; pinyin : bànpō) est un site archéologique situé à environ dix kilomètres de Xi'an, dans la province du Shaanxi, en Chine. Il a été fouillé à partir de 1953. Un musée y a été construit en 1958. Le site initial a été associé à d'autres sites voisins, relevant tous de la culture de Yangshao.
Banpo était un village du Néolithique appartenant à la culture de Yangshao, une culture du Néolithique moyen, subdivisée en plusieurs phases. Aux environs de 4500 à 4000 av. J.-C., le « Yangshao ancien » comprend les cultures de Banpo à l'Ouest (environs de Xi'an), et de Hongang I à l'Est (environs d'Anyang). Le site de Banpo a été occupé d'environ 4800 à 3600 avant notre ère.
L'ensemble des sites apparentés à Banpo, comme Beishouling, ont donné un type de céramique appelé le type Banpo.

## Localisation
Le site de Banpo se trouve 10 km à l'est de Xi'an, près de la vallée du fleuve Jaune. La culture de Banpo couvre la zone sud de l'Hetao du fleuve Jaune, la partie haute de la rivière Han et la région des monts Yaoshan. On trouve des indices de cette culture sur une aire beaucoup plus étendue tout autour : Jiangzhai, Yuanjunmiao, Hengzhen, Shijiacun, Xiamengcun, Beishouling, Lujiaya et Longgangsi au Shaanxi, ainsi que Xishanping au Gansu et Guandi en Mongolie Intérieure, et enfin Tongziya au Shanxi.
Les vestiges provenant de la culture de Yangshao sont plus nombreux qu'à toute autre époque précédente. Ils sont contemporains du site de Hougang I, situé plus à l'Est.

## Historique
Le site de Banpo a été fouillé de manière extensive de 1954 à 1957, après quoi le niveau inférieur du site de Banpo a été dénommé « type Banpo de la culture de Yangshao ». Puis en 1980 on l'a nommé « culture de Banpo ». On parle aujourd'hui de l'installation de Banpo comme d'une entité unifiée mais présentant des différences internes manifestes. Le site de Jiangzhai est actuellement le site de référence pour la période, fouillé dans des conditions différentes de 1972 à 1982.
Dans le contexte culturel de sa découverte, le site de Banpo, et par extension la culture de Yangshao comme toute la plaine Centrale, ont été considérés d'un point de vue marxiste, qui était celui de Guo Moruo (A study of ancient Chinese society), et selon la théorie d'Engels conforme aux théorie de Lewis Henry Morgan, originellement publiée en 1884 sous le titre L'Origine de la famille, de la propriété privée et de l'État. Selon cette théorie la culture de Banpo était un exemple de société matrilinéaire.

## Habitat
Le site de Banpo couvre 5 à 6 ha. Il est entouré par un fossé, « probablement » défensif, de 5 à 6 m de large. Un fossé circulaire de 6 mètres de profondeur protégeait les habitants ou jouait un rôle dans l'irrigation.
Ses habitants l'ont quitté et y sont revenus plusieurs fois, au rythme des cultures sur brûlis. Le village occupait plus d'un hectare et comprenait 45 maisons semi-enterrées ou de plain-pied, rondes ou quadrangulaires, dont les entrées étaient orientées au sud. Mesurant dans les 5 m de diamètre ou de côté, elles étaient construites en bois et en torchis, avec un sol en terre battue au milieu duquel se trouvait le foyer.
Un édifice de 160 m2, qui avait certainement un usage communautaire, avait été bâti au milieu du village.
À l'est du village, il y avait quelques fours de potiers, et au nord, un cimetière de 250 tombes. Les adultes étaient enterrés individuellement, ou par deux ou trois, sur le dos, les hommes étant séparés des femmes. Des enfants avaient été inhumés à l'intérieur de jarres volontairement percées, près de certaines maisons. C'est une coutume que l'on retrouve dans toute la culture de Yangshao.

## Agriculture, élevage

### Agriculture
La preuve la plus claire de la progression de l'activité agricole est la multiplication des outils agricoles qui ont subsisté, en particulier les couteaux de pierre et de céramique de type dao. À Banpo, 217 de ces objets ont été trouvés et 32 % de l'ensemble des trouvailles sont des instruments agricoles. Vers la fin le pourcentage d'outils de récolte est plus élevé encore. Le millet était l'élément dominant des produits de culture agricole. Sous un climat favorable à l'agriculture, surtout le millet des oiseaux et le millet commun (Panicum miliaceum), sont devenus la source majeure d'alimentation, entrainant un accroissement significatif de la population. Celui-ci a produit à son tour un accroissement considérable des implantations agricoles, certaines atteignant 10 ha.

### Élevage et chasse
À côté de l'élevage de porcs, de chiens, du bétail et des poules, qui faisait suite aux pratiques d'élevage de l'époque précédente, les techniques de chasse ont été améliorées, comme en témoigne la présence d'ossements de grands mammifères comme le tigre (Panthera tigris). Le cheval de Przewalski a été identifié sur le site de Banpo parmi plusieurs autres sites depuis le Paléolithique supérieur (en particulier au Nord du Shanxi jusqu'au début de l'Âge de Bronze en Chine du Nord et jusqu’à l'Est du Qinghai). Mais de très fortes similitudes entre les chevaux sauvages et les chevaux domestiqués, à cette haute époque, ne permettent pas de faire de distinction claire. Cependant des chercheurs sur le plateau central iranien ont permis de déterminer que ce cheval de Przewalski était une forme de cheval sauvage. Des restes trouvés à Miaodigou (la culture la mieux documentée qui suit celle de Banpo dans la culture de Yangshao) sont des preuves que ce cheval était encore chassé et non domestiqué.

## Céramique

### 4500 - 4000: Yangshao ancien
La matière de la poterie peut alors varier fortement depuis un aspect sableux et rugueux jusqu'à une texture fine et polie. Les terres cuites sont en majorité rougeâtres, quelques-unes grises ou noires . Les formes sont souvent des bouteilles à fond pointu (de type jiangdi ping), des jarres (de type guan) et des bols (de type bo). Mais on trouve aussi des bouteilles de type ping, des bassins de type pen, des bols de type wan et des urnes de type weng. La plupart de ces céramiques sont d'aspect lisse mais sans décor, cependant que certaines comportent des décors cordés alors que d'autres sont peintes. Les peintures sont en général noires et se composent de motifs simples, parfois géométriques, comme des lignes larges, parfois des courbes, des points ronds, des triangles, des croisillons qui peuvent évoquer des filets de pêche et puis des représentations de poissons, voire de daims, et de faces humaines ornées, comme pourraient l'être des masques. On trouve parfois aussi des motifs végétaux : branches et feuilles. La récurrence du motif de poisson laisse imaginer que la pêche était une activité importante pour l'alimentation. Les poteries de Banpo ressemblent beaucoup à celles de la culture de Laoguantai qui l'a précédé.

### Techniques
L'usage du colombin était très bien maîtrisé. Des preuves de cette méthode sont bien visibles à l'intérieur des pièces et parfois à l'extérieur. Des lignes horizontales semblent indiquer l'usage d'une forme de tour. Cependant, bien que l'on n'ait trouvé aucun tour de potier, des marques concentriques à la base de certaines poteries sont des indices indiscutables d'un usage courant encore aujourd'hui lorsque l'on détache la pièce avec une corde de son support qui tourne . Par ailleurs on n'utilisait pas la même matière selon l'usage désiré : on avait une bonne méthode pour obtenir des matières adaptées bien différenciées : la terre grossière et sableuse servait à des objets exposés au feu, les pièces servant à stocker étaient réalisées dans une pâte plus fine, tandis que le service à boire et à manger se concevait dans des pâtes particulièrement fines.

### Autres découvertes
On a trouvé aussi quelques cloches de terre cuite de type ling et des instruments à vent de type xun.
Plusieurs découvertes singulières semblent aller dans le même sens : d'une part dans une fosse à plusieurs défunts, un grand-adolescent mâle a été inhumé avec une meule associée à une céramique de type gai avec son couvercle, un rouleau broyeur, une petite coupe et de la matière colorante rouge. Ce qui semble être le matériel d'un peintre... On a fait aussi la découverte, sur un site de Banpo, à Beishouling, de pigments rouges dans des fosses d'inhumation. Tout ceci pourrait laisser penser que la peinture était une pratique réservée à des spécialistes .

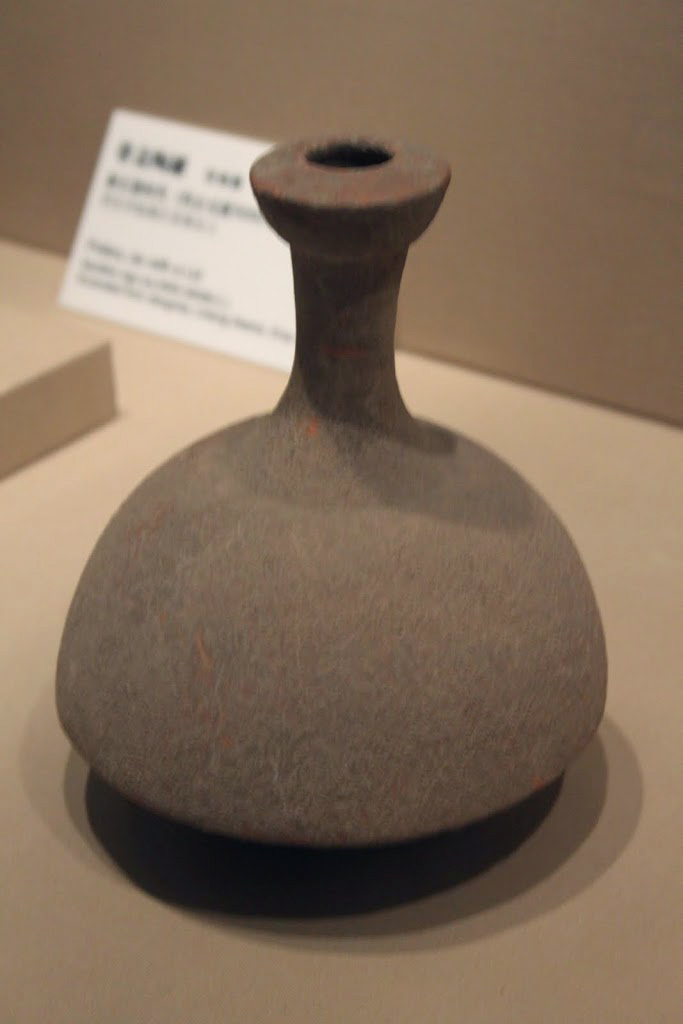
Flacon de terre cuite grise fine à col long et étroit de type ping, sans décor. Beishouling-Banpo. Musée du Shaanxi[N 1]
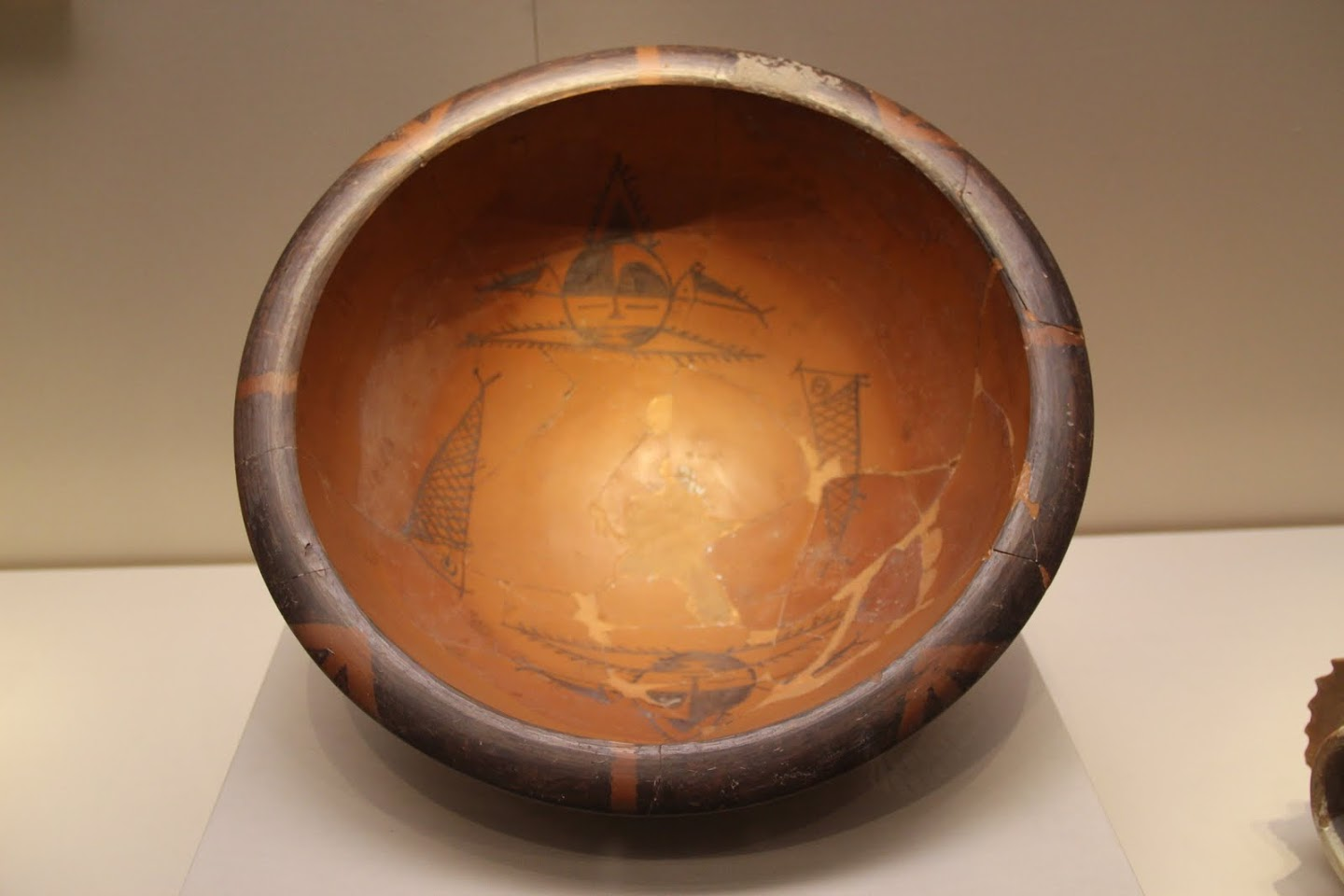
Bassin de type pen. Terre cuite chamois peinte à l’engobe sombre: visages ou masques et poissons, H.16,4 cm; D. 39,5 cm. Culture de Banpo, Site de Banpo, Shaanxi, v. 4500. Musée du Shaanxi. Xi'an
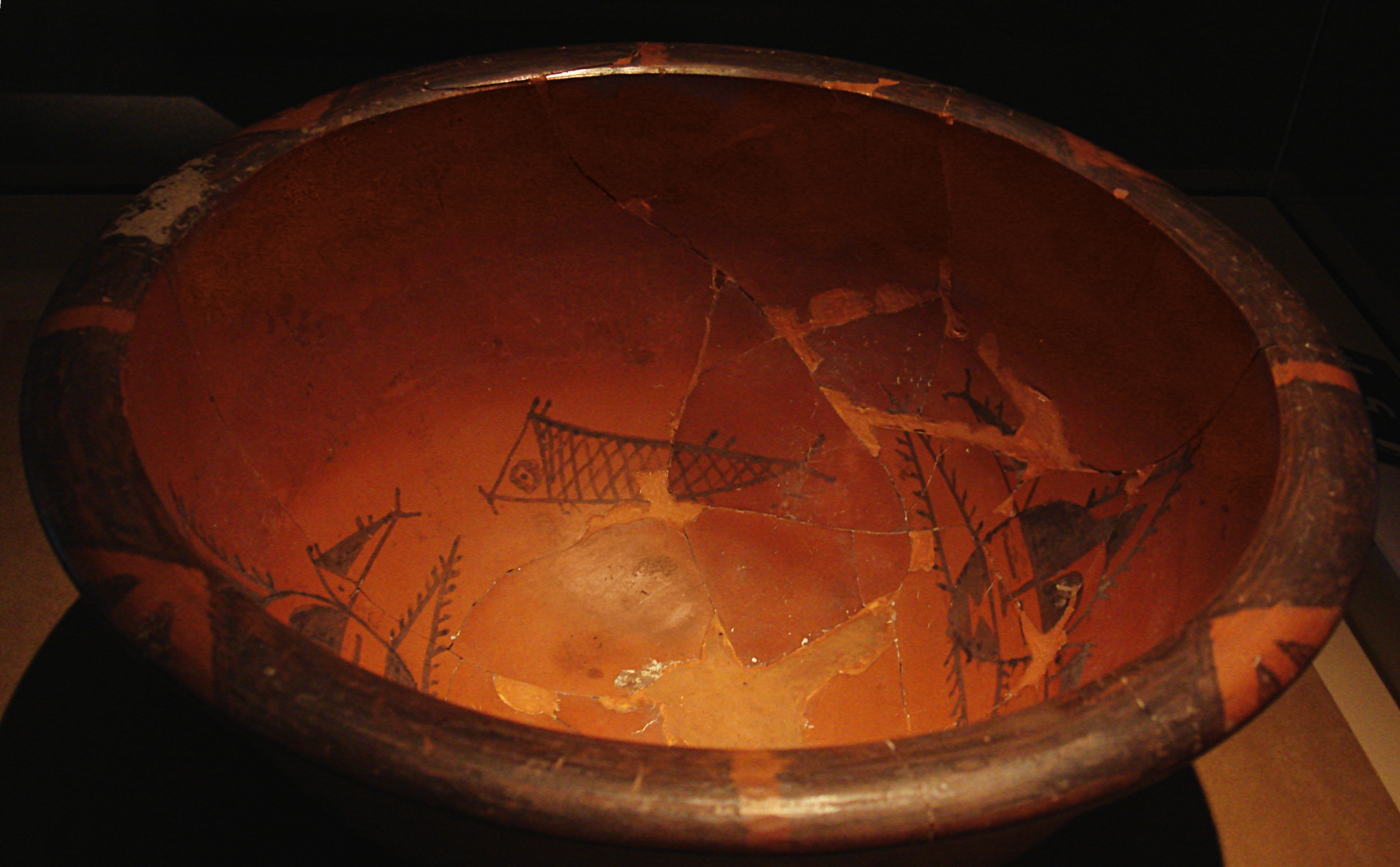
Un autre point de vue, rapproché, sur ce bassin.
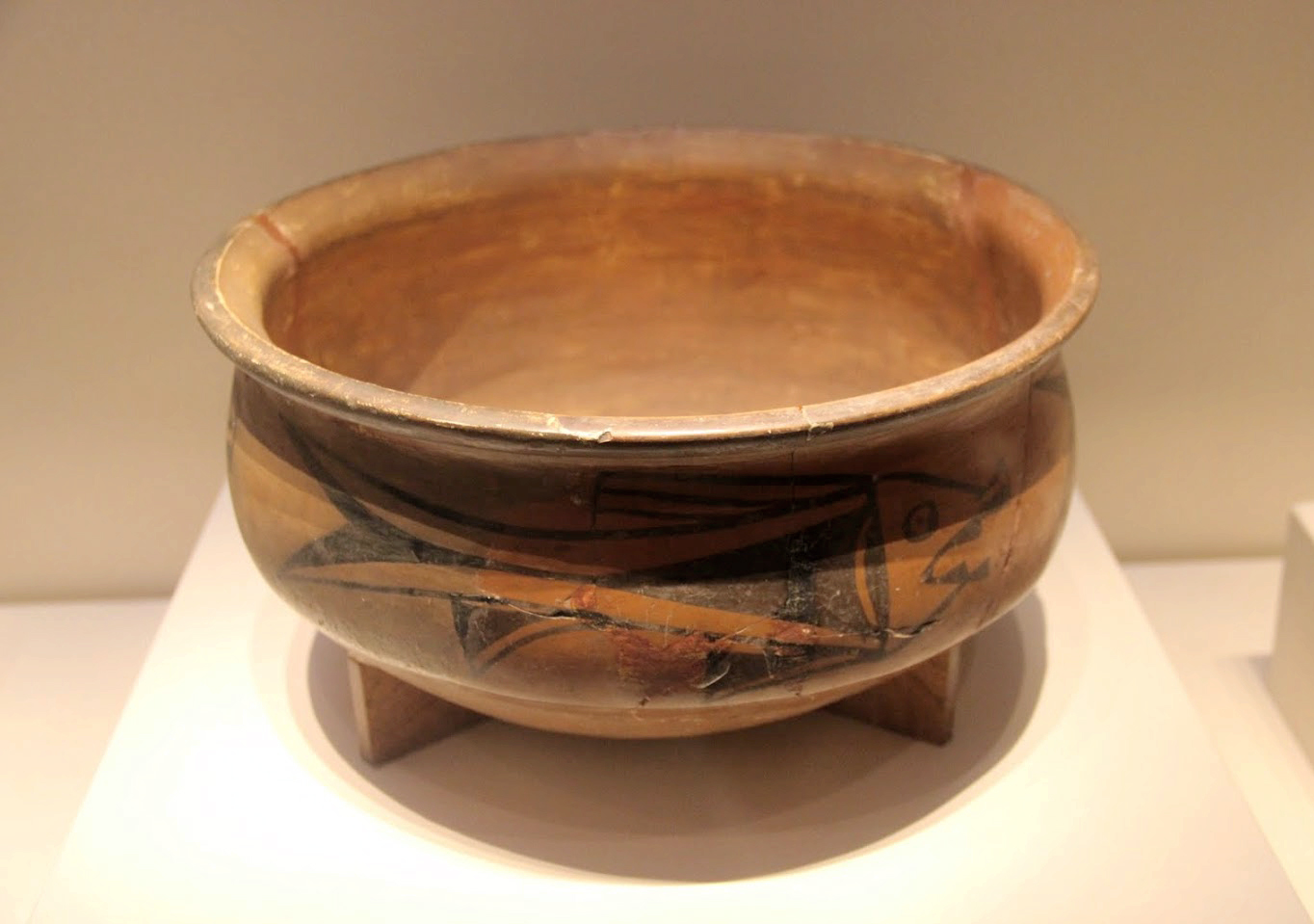
Bassin de type pen. Terre cuite chamois peinte: poissons. H. 16,7 cm. Culture de Banpo, Site de Banpo, Shaanxi, v. 4500. Musée du Shaanxi. Xi'an
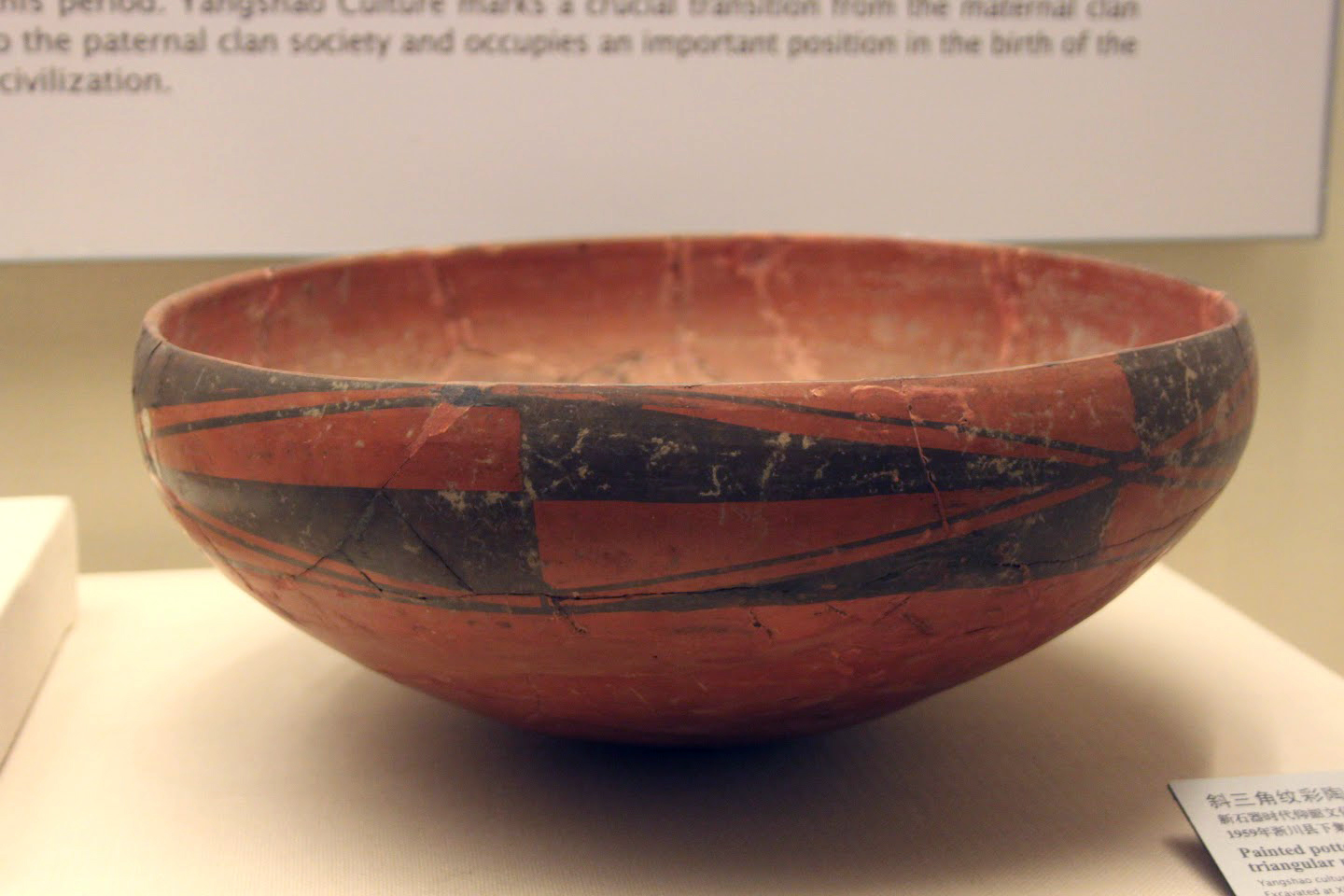
Bol/écuelle type bo, terre cuite argileuse rouge, engobe rouge orangé peint en noir: symétries, type Banpo. D. ouv. 38 cm. Musée provincial du Henan, Zhengzhou

## Les cimetières de la culture de Banpo
Deux cimetières représentent bien cette culture : Yuanjunliao et Hengzhen . Dans les deux cas les tombes à plusieurs défunts dominent largement. On suggère que la raison d'un tel fait est la proximité (sociale, familiale ?) des défunts, quelle qu'en soit la cause. Cela pourrait révéler à l'avenir la structure sociale et le système de parenté dans cette culture.

## Le musée
Le musée abrite des objets provenant du site archéologique de Banpo. Il donne accès aux espaces fouillés : un quartier d'ateliers de poterie, un quartier résidentiel et un cimetière. Il présente une collection d'objets provenant du site, et plusieurs maisons reconstruites conçues pour ressembler, si possible, à l'habitat néolithique.
Un service de bus permet de relier le musée de Banpo à celui de l'armée de terre cuite : le mausolée de l'empereur Qin.